# Bernhard Sigismund von Berg
Bernhard Sigismund von Berg (* vor 1721; † 1753) war ein preußischer Oberst und Chef des Magdeburger Land-Regiments. 

## Leben

### Herkunft und Familie
Bernhard Sigismund entstammte als natürlicher Sohn des Erbherrn auf Herzfelde, Otto Franz von Berg, dem märkischen Adelsgeschlecht von Berg. Er wurde am 16. August 1721 legitimiert. Er ist verehelicht gewesen, hinterließ jedoch keine Leibeserben.

### Werdegang
Berg trat in die Preußische Armee ein und war zum Zeitpunkt seiner Legitimierung, also 1721 bereits Kapitän im Infanterieregiment „von Brandenburg-Schwedt“. Am 29. Mai 1733 avancierte er im Regiment zum Oberstleutnant und wurde am 29. bzw. 30. Juni 1735 als Oberst Chef des Magdeburger Land-Regiments. Sein Nachfolger als Chef des Magdeburger Land-Regiments wurde am 27. Januar 1743, nach anderen Quellen erst 1753 Oberst Bernhard Friedrich von Ahlimb.